# 1857年逝世人物列表
1857年逝世人物列表：1月 - 2月 - 3月 - 4月 - 5月 - 6月 - 7月 - 8月 - 9月 - 10月 - 11月 - 12月
下面是1857年逝世的知名人士列表。

## 1月

### 1月27日
- 多蘿西婭·利文，波羅的海-德國駐俄羅斯外交官

## 2月

### 2月10日
- 大衛·湯普森，英裔加拿大探險家

### 2月15日
- 米哈伊尔·格林卡，俄羅斯作曲家[1]

### 2月16日
- 以利沙·肯特·凱恩，美國北極地區探險家

## 3月

### 3月9日
- 多米尼克·薩維奧，義大利少年聖徒

### 3月11日
- 曼努埃爾·何塞·金塔納，西班牙詩人

### 3月19日
- 威廉·亨利·普萊費爾，蘇格蘭建築師[2]

## 4月

### 4月8日
- 曼加爾·潘迪，印度士兵（被處決）[3]

## 5月

### 5月2日
- 阿爾弗雷德·德·繆塞，法國詩人[4]

### 5月11日
- 歐仁·法蘭索瓦·維多克，法國罪犯、私家偵探

### 5月13日
- 帕利·普拉特，美國早期後期聖徒運動領袖

### 5月16日
- 瓦西裡·特羅皮寧，俄羅斯浪漫主義畫家

### 5月23日
- 奧古斯丁-路易·柯西，法國數學家

### 5月29日
- 阿古斯蒂娜·德·阿拉貢，西班牙女英雄[5]

## 6月

### 6月10日
- 約翰·瓦爾巴赫，法國男爵和美國陸軍軍官，軍事生涯超過57年

### 6月30日
- 阿爾西德·德·奧爾比尼，法國博物學家

## 7月

### 7月4日
- 亨利·勞倫斯，英國士兵、政治家

### 7月15日
- 卡尔·车尔尼，奧地利作曲家

### 7月19日
- 斯特凡诺·弗兰希尼，瑞士聯邦委員會成員

### 7月29日
- 查理斯·呂西安·波拿巴，法國博物學家、鳥類學家[6]

## 8月

### 8月3日
- 欧仁·苏，法國小說家[7]

## 9月

### 9月3日
- 約翰·麥克勞林，加拿大捕獵者

### 9月5日
- 奥古斯特·孔德，法國哲學家

## 11月

### 11月12日
- 曼努埃爾·奧里貝，烏拉圭第二任總統
- 馬克西米利安·斯皮諾拉，義大利昆蟲學家

### 11月26日
- 约瑟夫·冯·艾兴多夫，德國詩人

## 12月

### 12月3日
- 克利斯蒂安·丹尼爾·勞赫，德國雕塑家

### 12月15日
- 乔治·凯莱，英國航空先驅[8]

### 12月27日
- 呂西安·鮑登斯，法國軍事外科醫生

## 日期不詳
- 愛德華·馮·費希特斯萊本，奧地利採礦工程師和作家
- 伊莉莎白·菲爾波特，英國古生物學家[9]